# 江津博物馆
江津博物馆（英語：Jiangjin Museum）是一座位于重庆江津区的博物馆。

## 历史
前身是江津区文物管理所，2020年1月2日建成开馆，地址为重庆江津区滨江新城市民广场，毗邻江津科技馆、江津区图书馆和江津区政府。总建筑面积6,406平米，展厅面积4,125平方米，馆內藏有7,098余套文物。是重庆第一个以通史展位基本陈列的博物馆。

## 营业时间
- 周二至周日：上午九点至下午五点
- 周一闭馆